# Turniej kwalifikacyjny do mistrzostw świata grupy B juniorów w curlingu
Turniej kwalifikacyjny do mistrzostw świata grupy B juniorów w curlingu - turniej wyłaniający juniorską reprezentację Polski na mistrzostwa świata juniorów grupy B w curlingu.

## Turniej w roku 2008
Decyzja o zorganizowaniu pierwszego turnieju kwalifikacyjnego w 2008 roku (wtedy do europejskiego challenge'u) została jednomyślnie podjęta przez Polski Związek Curlingu 13 lutego 2008 podczas trwania mistrzostw Polski. Decyzja ta wywołała duże dyskusje w polskim curlingu.
W TK 2008 rywalizowały ze sobą 4 najlepsze drużyny z Mistrzostw Polski Juniorów. Pierwszą fazą był Round-Robin, do finału awansowały dwie najlepsze drużyny. W przypadku 3 drużyn o tym samym bilansie wygranych i przegranych rozgrywany był tee-shot, a następnie mecz barażowy. Finał rozgrywany był do dwóch wygranych meczów, przy czym pod uwagę bierze się już wynik spotkania fazy grupowej.
Po rozegraniu turnieju w 2008 roku, powrócono do wyłaniania reprezentacji Polski poprzez mistrzostwa Polski.

## Turnieje od 2017 roku
W 2017 roku Polski Związek Curlingu podjął decyzję, że reprezentacja Polski juniorów ponownie będzie wyłaniana w turnieju kwalifikacyjnym, tym razem dla trzech najlepszych drużyn z mistrzostw Polski juniorów.

## Wyniki

### Kobiety
| Rok  | Mistrzostwa Polski | Mistrzostwa Świata | Miasto   | Reprezentacja Polski                                                                  |
| ---- | ------------------ | ------------------ | -------- | ------------------------------------------------------------------------------------- |
| 2008 | 2008               | 2009 (EJCC)        | Warszawa | RKC X-treme Ruda Śląska                                                               |
| 2008 | 2008               | 2009 (EJCC)        | Warszawa | Natalia Gilner, Magdalena Szołkiewicz, Magdalena Muskus, Dominika Muskus              |
| 2017 | 2017               | 2017               | Warszawa | City CC Warszawa                                                                      |
| 2017 | 2017               | 2017               | Warszawa | Daria Chmarra, Aneta Lipińska, Karolina Mandes, Marta Leszczyńska, Katarzyna Orlińska |

### Mężczyźni
| Rok  | Mistrzostwa Polski | Mistrzostwa Świata | Miasto   | Reprezentacja Polski                                                                        |
| ---- | ------------------ | ------------------ | -------- | ------------------------------------------------------------------------------------------- |
| 2008 | 2008               | 2009 (EJCC)        | Warszawa | MKS Axel Toruń                                                                              |
| 2008 | 2008               | 2009 (EJCC)        | Warszawa | Bartosz Dzikowski, Damian Cebula, Maciej Turek, Mateusz Kulik, Piotr Czołgowski             |
| 2017 | 2017               | 2017               | Warszawa | KS Warszowice                                                                               |
| 2017 | 2017               | 2017               | Warszawa | Krzysztof Świątek, Rafał Krystkiewicz, Radosław Pisarek, Łukasz Radajewski, Dawid Kowalczyk |